# Saison 7 de Doctor Who, première série
Chronologie
Saison 6 Saison 8
Cet article présente les épisodes de la septième saison de la première série de la série télévisée Doctor Who.

## Synopsis de la saison
Le docteur maintenant régénéré est exilé sur terre. Il va y retrouver son ami Lethbridge-Stewart et rencontrer une scientifique nommée Liz Shaw et tous les trois vont travailler pour United Nations Intelligence Taskforce tout en tentant de réparer le TARDIS.

## Distribution
- Jon Pertwee : Troisième Docteur
- Caroline John : Liz Shaw
- Nicholas Courtney : Brigadier Lethbridge-Stewart
- John Levene : Sergent Benton (dans The Ambassadors of Death et Inferno)

## Liste des épisodes
| N°  | Part. | Titre original                            | Scénario                                | Réalisation                  | Première diffusion au Royaume-Uni                                                                       | Code | Audience (en millions)      |
| --- | ----- | ----------------------------------------- | --------------------------------------- | ---------------------------- | --- | ---- | --------------------------- |
| 051 | 1     | Spearhead from Space (4 épisodes)         | Robert Holmes                           | Derek Martinus               | 3 janvier 1970 10 janvier 1970 17 janvier 1970 24 janvier 1970                                          | AAA  | 8,4 8,1 8,3 8,1             |
| 052 | 2     | Doctor Who and the Silurians (7 épisodes) | Malcolm Hulke                           | Timothy Combe                | 31 janvier 1970 7 février 1970 14 février 1970 21 février 1970 28 février 1970 7 mars 1970 14 mars 1970 | BBB  | 8,8 7,3 7,5 8,2 7,5 7,2 7,5 |
| 053 | 3     | The Ambassadors of Death (7 épisodes)     | David Whitaker Trevor Ray Malcolm Hulke | Michael Ferguson             | 21 mars 1970 28 mars 1970 4 avril 1970 11 avril 1970 18 avril 1970 25 avril 1970 2 mai 1970             | CCC  | 7,1 7,6 8 9,3 7,1 6,9 6,4   |
| 054 | 4     | Inferno (7 épisodes)                      | Don Houghton                            | Douglas Camfield Barry Letts | 9 mai 1970 16 mai 1970 23 mai 1970 30 mai 1970 6 juin 1970 13 juin 1970 20 juin 1970                    | DDD  | 5,7 5,9 4,8 6 5,4 6,7 5,5   |